# Fotballklubben Kvik
Il Fotballklubben Kvik è una società calcistica norvegese con sede nella città di Trondheim. Milita nella 3. divisjon, quarto livello del campionato norvegese.

## Storia
Il Kvik fu fondato nel 1900. Nel 1915, il club raggiunse la semifinale nell'edizione stagionale della Coppa di Norvegia, dove fu sconfitto per 0-3 contro il Kvik Halden. Gli anni venti sono considerati i migliori della storia della squadra. In questi anni, il club raggiunse per tre volte i quarti di finale della Norgesmesterskapet: nel 1922, nel 1923 e nel 1925. Partecipò anche al campionato 1947-1948, primo campionato norvegese dal termine della seconda guerra mondiale. In questa stagione, fu cambiato il sistema calcistico norvegese ed il Kvik retrocesse nella Landsdelsserien. Giocò nella massima divisione anche nel campionato 1951-1952 e nel 1955-1956. Negli anni successivi, il Kvik battagliò con formazioni come il Rosenborg per il dominio calcistico dell'area di Trondheim. In questi anni, Bjørn Hansen fu in forza al club (successivamente divenne un importante allenatore). Nel 1968, il club retrocesse nella 3. divisjon: da quel momento, non riuscì più a ripetere i fasti di un tempo.

## Allenatori
- 2008-2013  Kai Bardal[3]
- 2014-oggi  Bjørn Hansen[4]

## Palmarès

### Competizioni nazionali
- 4. divisjon: 1

2016

### Altri piazzamenti
- Coppa di Norvegia:

Finalista: 1922
Semifinalista: 1915
- 4. divisjon:

Secondo posto: 2017